# Linia kolejowa 82 Hatvan – Szolnok
Linia kolejowa Hatvan – Szolnok – linia jednotorowa z siecią trakcyjną zasilaną prądem przemiennym 25 kV 50 Hz.

## Historia
Linia została oddana do użytku w 1873 roku.